# Pseudoselago similis
Pseudoselago similis är en flenörtsväxtart som beskrevs av O.M. Hilliard. Pseudoselago similis ingår i släktet Pseudoselago och familjen flenörtsväxter. Inga underarter finns listade i Catalogue of Life.